# Hindenberg (Lübbenau/Spreewald)
Hindenberg, niedersorbisch Želnjojce, ist ein Ortsteil der Stadt Lübbenau/Spreewald im nördlichen Teil des südbrandenburgischen Landkreises Oberspreewald-Lausitz. Bis zum 26. Oktober 2003 war Hindenberg eine eigenständige Gemeinde, die vom Amt Lübbenau/Spreewald verwaltet wurde.

## Geografie
Hindenberg liegt in der Niederlausitz nördlich des Naturparks Niederlausitzer Landrücken und südwestlich des Spreewalds. Der Ort liegt am entstehenden Stoßdorfer See sowie am Hindenberger See.
Im Norden grenzt Hindenberg an den Lübbenauer Ortsteil Klein Radden mit seinem Gemeindeteil Groß Radden. Im Nordosten folgen Krimnitz, Ragow sowie Zerkwitz und weiter in nordöstlicher Richtung die Stadt Lübbenau/Spreewald. Östlich grenzt Hindenberg an den Ortsteil Groß Beuchow mit Klein Beuchow. Im Süden auf der gegenüberliegenden Seite des ehemaligen Tagebaus Schlabendorf-Nord befindet sich Zinnitz ein Ortsteil der Stadt Calau. Im Westen grenzt Hindenberg an die Orte Willmersdorf-Stöbritz und Egsdorf, die bereits zum Landkreis Dahme-Spreewald gehören.
Aus der Vogelperspektive gleicht die Straßenführung des Ortes einem Y mit einem Querbalken darüber.

## Geschichte

### Ortsgeschichte
Das Bestimmungswort des deutschen Ortsnamens geht auf Hinde, die Hirschkuh, zurück. Erstmals erwähnt wurde der Ort im Jahr 1411, als das Spital zum hl. Kreuz in Luckau 3½ Malter Korn und ebenso viele Malter Hafer an Abgaben aus Himdenburg bestätigt. 1482 wurde der Ort als Hindenberg und 1585 als Hindenborg erwähnt. Der niedersorbische Ortsname wurde 1761 als Zolnojze und 1843 als Zelnojce genannt, er leitet sich vermutlich von žełw oder žołw ab, das Schildkröte bedeutet. Bereits ab 1541 gehörte Hindenberg zur Herrschaft Lübbenau. Die Abgaben wurden zunächst weiter an das Luckauer Spital gezahlt, bis die Herrschaft Lübbenau im Jahr 1597 die Korn- und Haferpacht kaufte.
Während des Dreißigjährigen Krieges im Jahr 1626 marschierten die kaiserlichen Truppen Wallensteins durch Hindenberg. Bis 1702 wurde in Hindenberg regelmäßig wendisch gepredigt, bis zum Jahr 1830 gelegentlich. Im Ergebnis des Wiener Kongresses kam Hindenberg mit der gesamten Niederlausitz an das Königreich Preußen und gehörte zum Landkreis Calau. Im Jahr 1819 brach ein Großfeuer im Ort aus, das vierzehn Gehöfte vernichtete. Bei einem weiteren Feuer 1834 wurde auch die Kirche zerstört. 1941 wurde der Betrieb der im Ort befindlichen Bockwindmühle eingestellt. Zu DDR-Zeiten schlossen sich die Bauern Hindenbergs 1957 zur Landwirtschaftlichen Produktionsgenossenschaft „Eintracht“ zusammen, die 1962 mit der LPG „Glückauf“ vereinigte. 1968 wurde die LPG Eintracht mit der LPG „Neue Heimat“ aus Klein Radden zusammengeschlossen.
Mit der brandenburgischen Kreisreform 1950 schied Hindenberg mit weiteren Gemeinden aus dem Landkreis, der in den Landkreis Senftenberg umgewandelt wurde, aus und wurde dem Landkreis Lübben (Spreewald) angegliedert. Im Jahr 1952 kamen die Orte an den neu gegründeten Kreis Calau. Ab den 1960er-Jahren wurde in der Gegend um Hindenberg Braunkohle abgebaut. Hindenberg sollte devastiert werden. Da die Braunkohle jedoch nicht von guter Qualität war, geschah dies nicht. Die angrenzenden landwirtschaftlichen Flächen wurden durch den Tagebau in Mitleidenschaft gezogen.
Hindenberg gehört zum Kirchenkreis Niederlausitz. Am 26. Oktober 2003 wurde Hindenberg und die Orte Boblitz, Groß Beuchow, Bischdorf, Groß Klessow, Kittlitz, Groß Lübbenau, Klein Radden, Leipe sowie Ragow in Lübbenau/Spreewald als Ortsteile eingegliedert.

### Einwohnerentwicklung
| Einwohnerentwicklung in Hindenberg von 1875 bis 2002 | Einwohnerentwicklung in Hindenberg von 1875 bis 2002 | Einwohnerentwicklung in Hindenberg von 1875 bis 2002 | Einwohnerentwicklung in Hindenberg von 1875 bis 2002 | Einwohnerentwicklung in Hindenberg von 1875 bis 2002 | Einwohnerentwicklung in Hindenberg von 1875 bis 2002 | Einwohnerentwicklung in Hindenberg von 1875 bis 2002 | Einwohnerentwicklung in Hindenberg von 1875 bis 2002 | Einwohnerentwicklung in Hindenberg von 1875 bis 2002 | Einwohnerentwicklung in Hindenberg von 1875 bis 2002 | Einwohnerentwicklung in Hindenberg von 1875 bis 2002 | Einwohnerentwicklung in Hindenberg von 1875 bis 2002 | Einwohnerentwicklung in Hindenberg von 1875 bis 2002 | Einwohnerentwicklung in Hindenberg von 1875 bis 2002 |
| Jahr                                                 | Einwohner                                            | Jahr                                                 | Einwohner                                            | Jahr                                                 | Einwohner                                            | Jahr                                                 | Einwohner                                            | Jahr                                                 | Einwohner                                            | Jahr                                                 | Einwohner                                            | Jahr                                                 | Einwohner                                            |
| ---------------------------------------------------- | ---------------------------------------------------- | ---------------------------------------------------- | ---------------------------------------------------- | ---------------------------------------------------- | ---------------------------------------------------- | ---------------------------------------------------- | ---------------------------------------------------- | ---------------------------------------------------- | ---------------------------------------------------- | ---------------------------------------------------- | ---------------------------------------------------- | ---------------------------------------------------- | ---------------------------------------------------- |
| 1875                                                 | 179                                                  | 1933                                                 | 155                                                  | 1964                                                 | 143                                                  | 1989                                                 | 138                                                  | 1993                                                 | 139                                                  | 1997                                                 | 135                                                  | 2001                                                 | 149                                                  |
| 1890                                                 | 180                                                  | 1939                                                 | 146                                                  | 1971                                                 | 133                                                  | 1990                                                 | 136                                                  | 1994                                                 | 141                                                  | 1998                                                 | 140                                                  | 2002                                                 | 158                                                  |
| 1910                                                 | 155                                                  | 1946                                                 | 219                                                  | 1981                                                 | 141                                                  | 1991                                                 | 141                                                  | 1995                                                 | 144                                                  | 1999                                                 | 151                                                  |                                                      |                                                      |
| 1925                                                 | 173                                                  | 1950                                                 | 219                                                  | 1985                                                 | 139                                                  | 1992                                                 | 140                                                  | 1996                                                 | 138                                                  | 2000                                                 | 156                                                  |                                                      |                                                      |

## Kultur und Sehenswürdigkeiten
Die Dorfkirche Hindenberg steht östlich des Dorfangers mit einer kleinen Ruhezone und gehört zu den Baudenkmalen in Lübbenau.
Unweit des Ortes gibt es Sand- und Speedwaybahnen. Der einheimische Fußballverein ist der SV Hindenberg. Um den Hindenberger See existiert ein Naturcampingplatz mit einem Badestrand und Gastronomiebetrieb.

## Wirtschaft und Infrastruktur
Hindenberg liegt westlich des Autobahndreiecks Spreewald, an dem die Bundesautobahn 15 in die nördlich des Ortes verlaufende Bundesautobahn 13 übergeht.